# Judah ben Jacob Najar
Judah ben Jacob Najar, décédé en 1830 à Tunis à un âge avancé, est un talmudiste, écrivain, dayan et membre du rabbinat de Tunis. Il est le neveu de Judah Cohen Tanugi.
Il est l'auteur de plusieurs ouvrages :
- Limmude Adonai (Livourne, 1787), qui contient 204 règles d'herméneutique sur différents sujets du Talmud ainsi que quelques oraisons funèbres ;
- Alfe Yehudah (Livourne, 1794), commentaire du Shevouot avec un appendice ;
- Shebut Yehudah (Livourne, 1801), commentaire du Mekilta ;
- Mo'ade Adonai (Livourne, 1808), commentaires sur des textes de Moïse de Coucy, publiés avec des commentaires d'Eliyahou Mizrahi, Salomon Luria et Isaac Stein, complété par le Ḳonṭres Sheni du Shebut Yehudah avec une nouvelle pagination) ;
- Simḥat Yehudah (Pise, 1816), commentaire du Keritot, du Soferim, du Semahot, du Kalla, du Derekh Erez et de l'Avot deRabbi Nathan ;
- Ḥayye Yehudah (Pise, 1816), commentaire du Guerim, de l'Avadim et du Koutim ;
- Ohole Yehudah (Livourne, 1823), commentaire du Sifre avec des décisions.

## Sources
Cet article contient des extraits de la Jewish Encyclopedia de 1901–1906 dont le contenu se trouve dans le domaine public.
- (en) Cet article est partiellement ou en totalité issu de l’article de Wikipédia en anglais intitulé « Judah ben Jacob Najar » (voir la liste des auteurs).